# Iglesia de San Clemente (Iran)
La iglesia de San Clemente de Iran (en catalán Sant Climent d'Iran s. XI ) es la iglesia del pueblo de Iran,del antiguo término de Llesp, actualmente perteneciente al término del Pont de Suert (Alta Ribagorza, provincia de Lérida, Cataluña, España). Es sufragánea de la parroquia de la Madre de Dios de las Nieves de Irgo.

## Descripción
Se trata de una típica iglesia románica: de una sola nave, cubierta con bóveda de cañón y ábside semicircular al este. Un arco presbiterial muy estrecho une nave y ábside. La nave no tiene arcos torales, pero sí dos impostas biseladas de un arco toral que no se llegó a hacer.
En el centro del ábside hay una ventana de una sola deshilada, realzada con una arquivolta lisa. En la fachada sur hay otra semejante, y en la oeste una de doble bajante.
La puerta se abre al sur, hecha con un dintel que descansa sobre grandes bloques de piedra. Sobre la fachada oeste hay un campanario de espadaña de dos ojos.